# Parque nacional Smolny
El parque nacional de Smolny (ruso: Смольный национальный парк) está en el extremo noreste de Mordovia al este de la llanura de Europa del este de Rusia. El parque tiene un ambiente representativo de las tierras bajas fluviales de inundación con una corriente lenta. Los lagos y pantanos se concentran principalmente en la llanura de inundación del río Alatyr. Los pantanos son principalmente tierras bajas. Unos pocos pantanos se encuentran en el sur y en la parte central del parque, y hay muchos manantiales. El parque fue creado para proteger el bosque caducifolio y los humedales representativos de Mordovia. El hábitat también crea un refugio para aves de importancia internacional. Está situado en el distrito de Ichalkovsky y el distrito de Bolsheignatovsky de la república.

## Topografía
Geográficamente, el parque se encuentra en la esquina noroeste de las tierras altas del Volga. El territorio es relativamente plano o ligeramente montañoso, con una red de barrancos en los sectores norteños en dirección hacia el sur. El territorio es aproximadamente rectangular, 35 km al oeste-este, y 20 km al norte-sur; un camino corre norte-sur por el centro. Las elevaciones oscilan entre 93 metros y 217 metros. La llanura de inundación del río Alatyr discurre a lo largo del borde sur del parque. Existen aproximadamente 80 pequeños arroyos en lel parque, y 185 km de arroyos efímeros y canales navegables. Los pantanos se extienden por la llanura de inundación de Alatyr y sus afluentes. Hay 157 hectáreas de pantanos en el parque.

## Ecorregión y clima

La ecorregión "Estepa Europea del Este". El parque está aproximadamente en el centro

Smolny se encuentra en la ecorregión "Estepa Europea del Este " (WWF (PA0419)), una zona de transición entre los bosques de hoja ancha del norte y las praderas al sur, cortando a través de Europa oriental desde Bulgaria hasta Rusia. Esta ecorregión de estepa forestal se caracteriza por un mosaico de bosques, estepas y humedales ribereños.
El clima en Smolny es clima continental húmedo, verano fresco, (clasificación del clima de Köppen (Dfb)), caracterizado por grandes oscilaciones de la temperatura, durante el día y estacionalmente, con veranos suaves e inviernos fríos y con nevadas. El mes más frío es enero (-11 C en promedio); el mes más cálido es julio (+ 19 C). La precipitación media es de 440 a 550 mm. El período libre de heladas es de 125 a 149 días. Los vientos predominantes son del suroeste.

## Flora
La llanura de inundación del serpenteante Alatyr forma un ambiente de humedal con las propiedades biológicas de un lago eutrófico (griego: "bien nutrido") con vegetación rica, superficial y cálida). En general, los bosques dominan el 95% del territorio. Los bosques de coníferas (alrededor del 40% de la tierra) son predominantemente pinos y abetos. En el sur, los bosques son en su mayoría bosques de pinos en las terrazas sobre la planicie de inundación. En el norte se encuentran los bosques de roble, tilo y arce. Alrededor del 12% del parque es bosque secundario. En las áreas de pradera las gramíneas incluyen Kentucky bluegrass y festuca. El parque ha registrado más de 200 especies de hongos, 100 especies de musgos y 750 especies de plantas vasculares.

## Fauna
Los peces de los ríos y lagos incluyen la anguila, perca y carpa plateada. Los mamíferos son los típicos de los bosques de estepa: alces, jabalíes, zorros, martas, comadrejas y varios tipos de ratones. Las aves que allí anidan incluyen el zarapito, el búho y el águila imperial. Se han registrado 206 especies de aves en el parque. La caza y la pesca están prohibidas.

## Turismo
El parque es accesible en autobús hasta pueblo de Smolny junto al parque. Existen áreas recreativas con pabellones de pícnic, áreas para nadar, y áreas para recoger setas y bayas.  Hay un museo en el sitio sobre la ecología e historia natural de la región en Mordovia.